# Sonny West (Musiker)

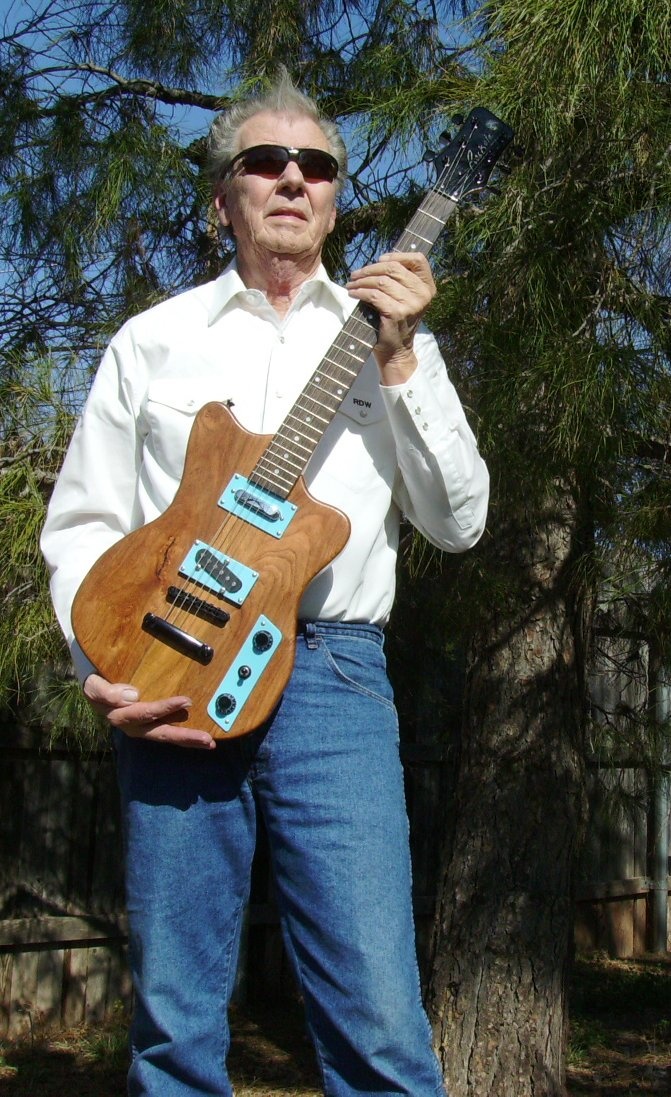
Sonny West (2010)

Joe Bob „Sonny“ West (* 30. Juli 1937 in Lubbock, Texas; † 8. September 2022 in Grove, Oklahoma) war ein US-amerikanischer Rockabilly-Sänger. Er leistete wesentliche Beiträge zur Entwicklung des „West Texas Sounds“.

## Leben
Sonny West wurde 1937 als fünftes und jüngstes Kind von Joseph und Alberta West im texanischen Lubbock geboren. Die Familie zog kurz danach nach El Morro, New Mexico. Schon im Alter von sechs Jahren hörte er sich die alten Schallplatten seiner Eltern an und wurde von Jimmie Rodgers, Hank Williams und vom Blues beeinflusst. Während seiner Jugendzeit lernte er Mandoline, später auch Gitarre. Mit 17 Jahren verließ er die Schule und arbeitete in einem Lebensmittelladen. Nebenbei verdiente er sich als lokaler Musiker etwas dazu.
Ein Jahr später gründete er seine eigene Band. 1956 bekam er einen Plattenvertrag bei den Norman Petty Studios in Clovis, New Mexico. Dort veröffentlichte er seine ersten beiden selbstgeschriebenen Stücke Rock-Ola Ruby auf der A-Seite und Sweet Rockin’ Baby auf der B-Seite. 1957 schrieb er die Stücke Oh Boy und Rave On!, die in der Version von Buddy Holly zu Hits wurden. Bis 1958 nahm West verschiedene weitere Rockabilly-Stücke auf. Sonny West trat öffentlich auf verschiedenen Rockabilly-Veranstaltungen an der Seite von Sleepy LaBeef oder Sid King auf. Zudem wurde er wegen seiner Verdienste um die Rockabilly-Musik in die Rockabilly Hall of Fame sowie in die West Texas Music Hall of Fame aufgenommen.

## Diskografie
- 1956: Rock-Ola Ruby / Sweet Rockin’ Baby, Nor-Va-Jak Records
- 1958: Rave On! / Call on Cupid, Atlantic Records
- 1961: Wasted Days and Wasted Nights / Maybe You’re The One, Band Box Records